# 에미 이름은 조센삐였다
《에미 이름은 조센삐였다》는 윤정모의 동명 소설을 원작으로 한 영화로, 1991년 10월에 개봉되었다. 관객수는 11,081,000명이다.

## 개요
일본군 위안부를 묘사한 영화로 1944년 말, 학병과 징용이라는 이름으로 젊은이들을 강제징집하던 일본 제국이 조선인 여성을 위안부로 끌고가는 모습과 위안소에서 있는 일을 묘사한 작품이다.

## 출연

### 주연
- 강혜지
- 강현숙

### 조연
- 안혜리
- 이민숙
- 이은비
- 문태선
- 독고영재
- 이사도라
- 핑키로세스
- 사라란판
- 마아린 몬테 베르데
- 스탄리오롱
- 로메디오스 바렌즈 벨라
- 마아구르스
- 라브리
- 벌드 비바
- 루비시도 델로사리오

## 기타
- 원작자: 윤정모
- 촬영부: 노양호
- 녹음: 손인호
- 분장: 안근호
- 효과: 이재희
- 효과: 손규식